# Fabián Oscar Fernández
Fabián Oscar Fernández Hardoy (Coronel Suárez, 20 de octubre de 1968) es un exfutbolista argentino, jugaba de delantero y su último equipo fue el Deportivo Municipal de Vice.

## Clubes[1]
| Club                        | País      | Año       |
| --------------------------- | --------- | --------- |
| Deportivo Sarmiento         | Argentina | 1988-1991 |
| Gimnasia y Esgrima La Plata | Argentina | 1991-1994 |
| Vélez Sarsfield             | Argentina | 1994-1995 |
| Universidad de Chile        | Chile     | 1996      |
| Huracán Corrientes          | Argentina | 1996-1997 |
| Gimnasia y Esgrima Jujuy    | Argentina | 1997-1998 |
| Olimpo de Bahía Blanca      | Argentina | 1998-1999 |
| Deportivo Municipal         | Perú      | 1999      |